# Thomas Bavin

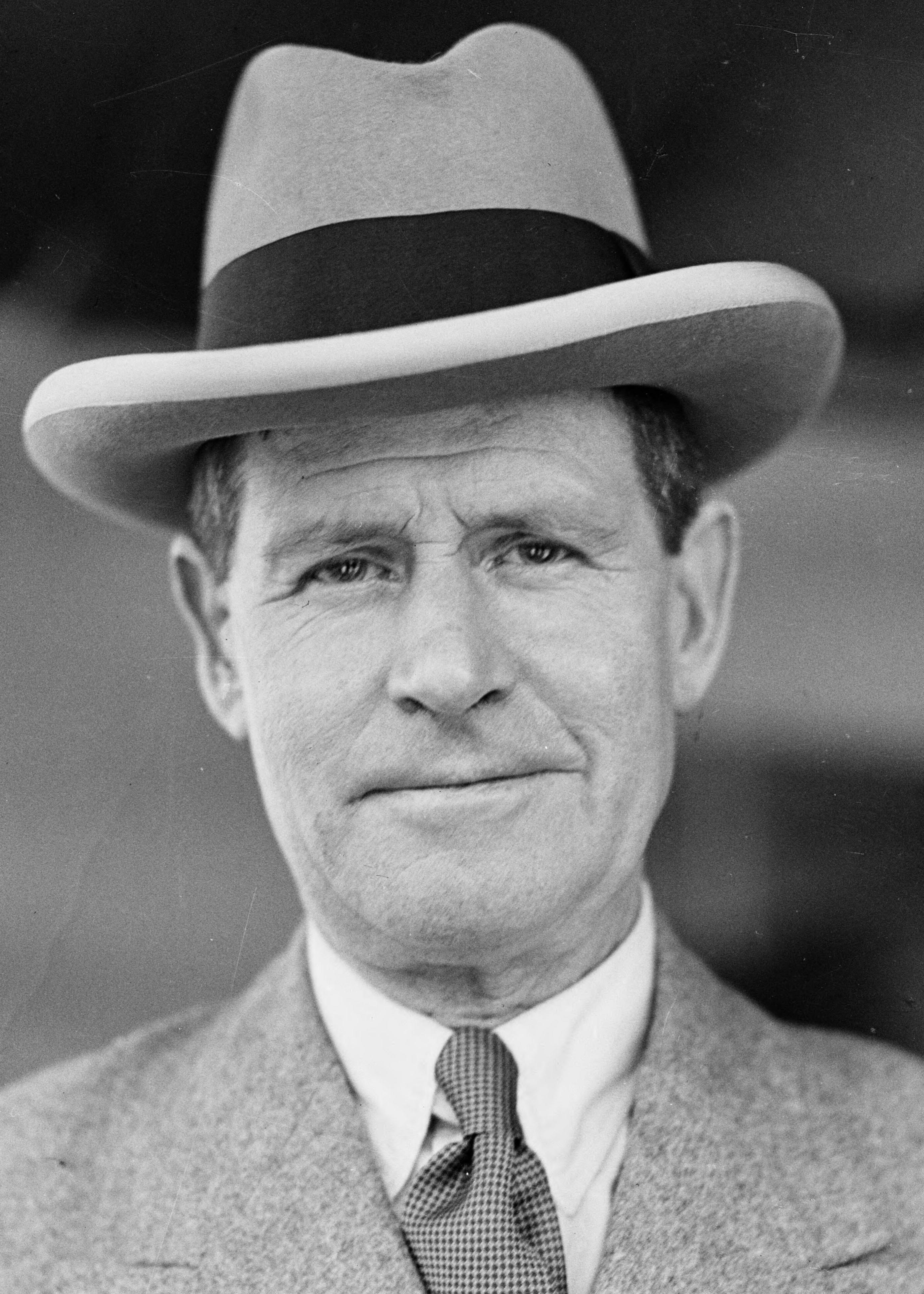
Thomas Bavin (1932)

Sir Thomas Rainsford Bavin, KCMG, KC (* 5. Mai 1874 in Kaiapoi, Neuseeland; † 31. August 1941 in Bellevue Hill, Sydney) war ein australischer Politiker der Nationalist Party of Australia und später der United Australia Party (UAP), der zwischen 1917 und 1935 Mitglied im Parlament von New South Wales sowie von 1927 bis 1930 Premierminister war. Nach seinem Ausscheiden aus dem Parlament war er zwischen 1935 und 1940 noch Richter am Supreme Court of New South Wales, dem Obersten Gerichtshof des Bundesstaates.

## Leben

### Rechtsanwalt und Kommunalpolitiker
Thomas „Tom“ Rainsford Bavin, Sohn des Geistlichen der Wesleyanischen Kirche Rainsford Bavin und dessen Ehefrau Emma Buddle, verbrachte seine Kindheit in Neuseeland und besuchte zunächst die Auckland Grammar School sowie nach seinem Umzug nach Australien das Newington College in Stanmore, einem Stadtteil von Sydney. Danach begann er zunächst ein grundständiges Studium an der Universität Sydney, welches er 1894 mit einem Bachelor of Arts (BA (Hons)) mit Auszeichnung beendete. Ein darauf folgendes Studium der Rechtswissenschaften an der Universität Sydney schloss er 1897 mit einem Bachelor of Laws (LL.B. (Hons)) ebenfalls mit Auszeichnung ab. Nach während seines Studiums unterrichtete er als Lehrer am Newington College und war zudem Herausgeber der Zeitschrift Hermes. Nach seiner anwaltlichen Zulassung nahm er 1897 eine Tätigkeit als Rechtsanwalt (Barrister) auf und engagierte sich frühzeitig in Bewegungen für den Australischen Bund. Bei der Wahl am 27. Juli 1898 kandidierte er für die National Federals im Wahlkreis Canterbury erstmals für ein Mandat in der Legislativversammlung (NSW Legislative Assembly), belegte aber mit 532 Stimmen (32,34 Prozent) nur den zweiten Platz und verpasste somit den Einzug in das Parlament von New South Wales. Nachdem er 1900 zunächst eine Vertretungsprofessur für Rechtswissenschaften an der University of Tasmania (UTAS) übernommen hatte, war er zwischen 1901 und 1903 Privatsekretär von Edmund Barton, dem ersten Premierminister Australiens beziehungsweise von 1903 bis 1904 Privatsekretär von dessen Nachfolger Alfred Deakin.
Im Anschluss nahm er wieder seine Tätigkeit als Rechtsanwalt auf und erwarb sich insbesondere Anerkennung als Verfassungsrechtler. Er engagierte sich zudem von 1906 bis 1909 als Mitglied der Liga für nationale Verteidigung (Australia National Defence League) und war zwischen 1911 und 1914 Mitglied des Gemeinderates von Willoughby. Außerdem gehörte er 1912 zu den Gründungsmitgliedern der Round Table Group und war während des Ersten Weltkriegs Präsident der Königlichen Kommission für Lebensmittelversorgung (Royal Commissioner of Food Supply) sowie zwischen 1915 und 1917 gemeinsamer Sekretär der Universal Service League. Außerdem versah er 1918 formell Wehrdienst im Marinegeheimdienst, dem Royal Australian Naval Intelligence Service.

### Mitglied des Parlaments von New South Wales und Minister

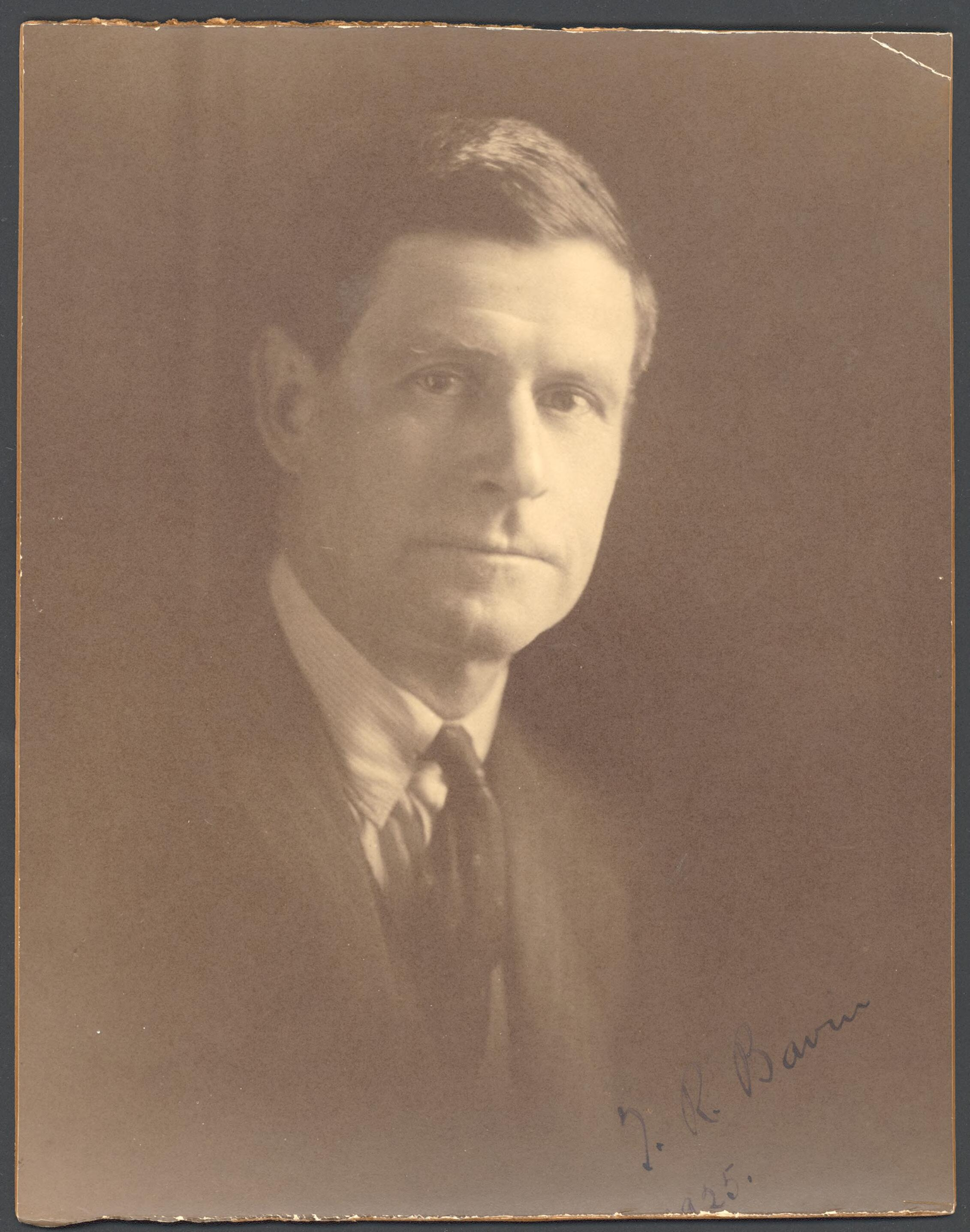
Thomas Bavin (1925)

Bei der Wahl vom 31. März 1917 wurde Bavin für die Nationalist Party of Australia mit 5.612 Stimmen (50,17 Prozent) im Wahlkreis Gordon erstmals zum Mitglied der Legislativversammlung gewählt und vertrat diesen Wahlkreis bis zum 18. Februar 1920. 1920 trat er aus der Nationalist Party aus und wurde stellvertretender Vorsitzender der Progressive Party, für die er bei der Wahl am 20. März 1920 im Wahlkreis Ryde, der fünf Abgeordnete stellte, zum Mitglied der Legislativversammlung gewählt. Diesen Wahlkreis vertrat er nach seinen Wiederwahlen bis zum 7. September 1927. Daneben engagierte er sich 1920 als erster Präsident der Union für den Völkerbund im Bundesstaat New South Wales.
Am 20. Dezember 1921 übernahm Tom Bavin sein erstes Regierungsamt im zweiten Kabinett von Premierminister James Dooley von der Australian Labor Party und fungierte in diesem bis zum 17. Februar 1922 als Generalstaatsanwalt und Justizminister (Attorney General and Minister for Justice). Im anschließend gebildeten zweiten Kabinett von Premierminister George Fuller von der Nationalist Party of Australia bekleidete er vom 13. April 1922 bis zum 17. Juni 1925 wieder das Amt des Generalstaatsanwalts. Für seine anwaltlichen Verdienste wurde ihm 1924 der Titel eines Kronanwalts (King’s Counsel) verliehen und er fungierte ferner 1924 als Präsident des Royal Institue of International Affairs, des Königlichen Instituts für internationale Beziehungen in New South Wales.

### Premierminister von New South Wales und Richter amSupreme Court of New South Wales

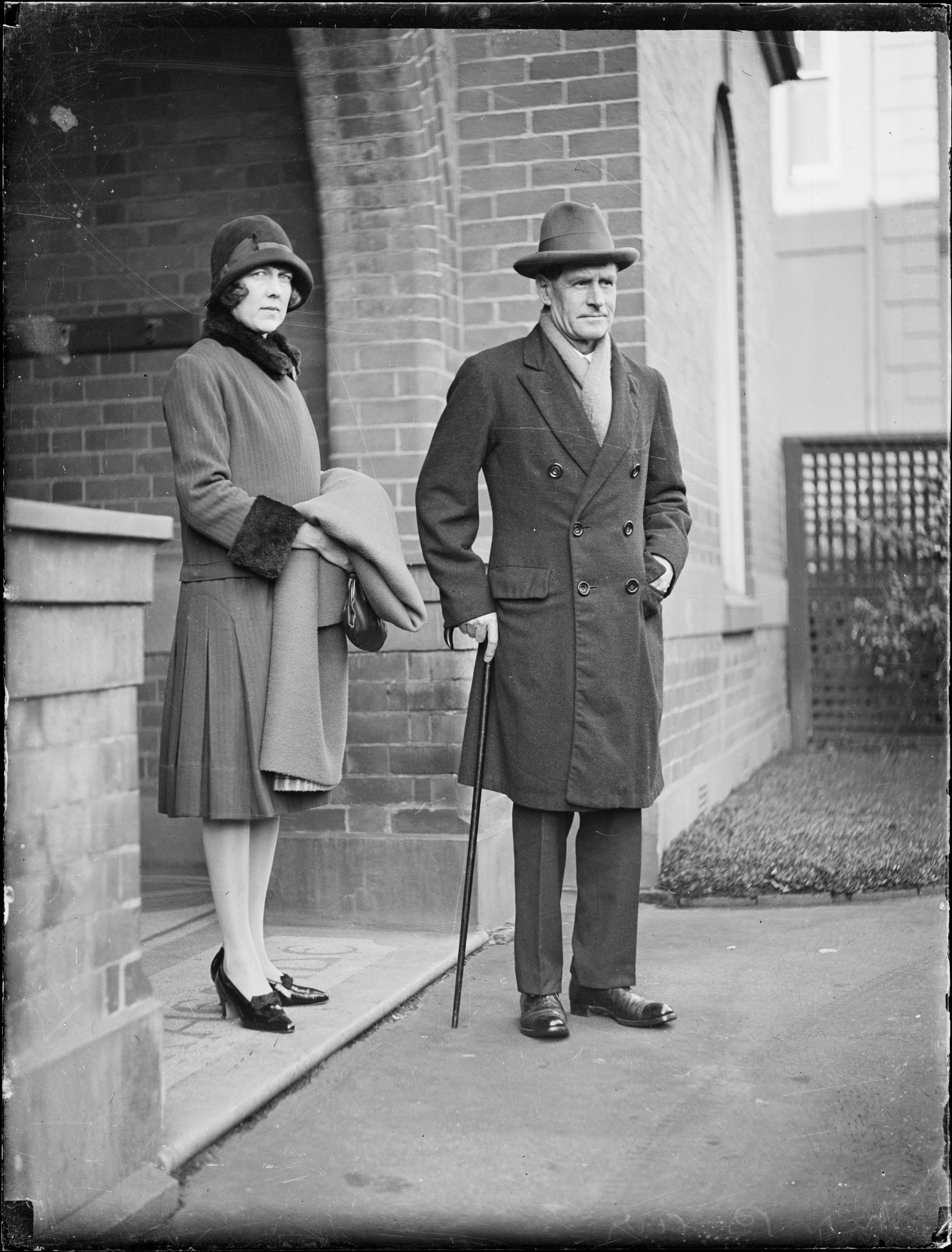
Bavin mit seiner Ehefrau Edyth Bavin

Nachdem Bavin der Nationalist Party wieder beigetreten war, löste er 1925 Sir George Fuller als Leader of the Nationalist Party ab und wurde damit Parteivorsitzender. Bei der Wahl vom 8. Oktober 1927 wurde er im wieder geschaffenen Wahlkreis Gordon mit 11.799 Stimmen (86,97 Prozent) abermals zum Mitglied der Legislativversammlung gewählt und gehörte dieser nach seinen Wiederwahlen bis zu seinem Mandatsverzicht am 14. Oktober 1935 an, wobei er bei der Wahl vom 11. Mai 1935 ohne Gegenkandidaten und damit ohne Wahlgang wieder Abgeordneter wurde.
Als Spitzenkandidat seiner Partei bildete er nach den Wahlen vom 8. Oktober 1927 eine Koalition aus Nationalist Party und Country Party, die mit 46 der 90 Mandate in der Legislativversammlung über eine knappe absolute Mehrheit verfügte. Er übernahm daraufhin am 18. Oktober 1927 das Amt als Premierminister und bekleidete dieses etwas über drei Jahre lang bis zum 3. November 1930. In seinem Kabinett übernahm er zudem vom 18. Oktober 1927 bis zum 15. April 1929 den Posten als Schatzminister (Colonial Treasurer) sowie darüber hinaus zwischen dem 1. Februar und dem 15. April 1929 auch als Kolonialsekretär (Colonial Secretary). Seine Koalition verlor allerdings die Wahlen vom 25. Oktober 1930 gegen die Australian Labor Party (ALP), sodass Jack Lang am 4. November 1930 seine Nachfolge als Premierminister antrat. Die ALP verfügte in der Legislativversammlung über 55 Sitze, während die Nationalist-Country-Koalition elf Mandate verlor und nur noch 35 Abgeordnete stellte. Bavin war daraufhin als Leader of the Opposition Oppositionsführer der Nationalist Party, die im April/Mai 1931 zur United Australia Party (UAP) wurde. Er wurde Vorsitzender der UAP und blieb zugleich Oppositionsführer, ehe in diesen Funktion 1932 Bertram Stevens seine Nachfolge antrat. Er wurde 1930 ferner erster Präsident des Australian Institute of International Affairs AIIA, ein Forschungsinstitut und Denkfabrik mit dem Schwerpunkt Internationale Beziehungen, und fungierte ferner von 1932 bis 1935 als Vizepräsident der United Australia Party.
Für seine langjährigen Verdienste wurde Thomas Bavin am 3. Juni 1933 zum Knight Commander des Order of St Michael and St George geschlagen, so dass er seitdem den Namenszusatz „Sir“ führte, Nach seinem Ausscheiden aus der Legislativversammlung wurde er 1935 zum Richter am Supreme Court of New South Wales, dem Obersten Gerichtshof des Bundesstaates, ernannt und bekleidete dieses Amt bis zu seinem Tode am 31. August 1941. Ferner war er 1938 Vorsitzender der British Commonwealth Relations Conference, ein Gremium zur Förderung der außenpolitischen Beziehungen der Staaten im Commonwealth of Nations.
Thomas Rainsford Bavin, der Mitglied der Church of England war, heiratete am 6. Februar 1901 in Sydney Edyth Ellen Winchcombe, deren Vater Frederick Earle Winchcombe (1855–1917), Mitglied der Legislativversammlung sowie des Legislativrates (NSW Legislative Council) war. Aus dieser Ehe gingen ein Sohn und drei Töchter hervor. Nach seinem Tode wurde er auf dem Friedhof der St. Andrews-Kathedrale beigesetzt.

## Veröffentlichungen
Neben Artikeln in der Tageszeitung The Daily Telegraph verfasste Bavin auch verschiedene Bücher wie zum Beispiel eine Biografie des fünfmaligen Premierministers Sir Henry Parkes. Zu seinen Werken gehören:
- Extracts from his Speeches from 1923 until 1932, 1933
- The Work and Aims of the Institute of International Affairs, 1934
- The Jubilee Book of the Law School of the University of Sydney from 1890 until 1940, 1940
- Sir Henry Parkes: His Life and Work, 1941